# Ortrand
Ortrand è una città di 2 021 abitanti del Brandeburgo, in Germania.
Appartiene al circondario dell'Oberspreewald-Lusazia (targa OSL) ed è capoluogo della comunità amministrativa (Amt) omonima.